# Opitero Vergínio Tricosto Esquilino
Opitero Vergínio Tricosto Esquilino (em latim: Opiter Verginius Tricostus Esquilinus) foi um político da gente Vergínia nos primeiros anos da República Romana eleito cônsul sufecto romano em 478 a.C. depois da morte de Caio Servílio Estruto Aala. Seu par foi Lúcio Emílio Mamerco.

## Biografia
Opitero Vergínio pertencia à gente Vergínia e tinha, como seu neto Lúcio Vergínio Tricosto Esquilino, tribuno consular em 402 a.C., o agnomen "Esquilino" por que vivia no monte homônimo. Foi eleito para substituir Caio Servílio Aala em 478 a.C., mas, como ele, também morreu antes do término de seu mandato.
Em sua "História de Roma", Lívio indica Opitero Vergínio ao invés de Vopisco Júlio Julo como colega de Lúcio Emílio Mamerco em seu terceiro consulado (473 a.C.), provavelmente confundido os dois mandatos de Lúcio Emílio.